# Tasman Global Access
Tasman Global Access (kurz TGA) ist die Bezeichnung eines Seekabelsystems für den Datenaustausch zwischen Australien und Neuseeland, welches durch die Tasmansee verläuft. Es wurde im März 2017 in Betrieb genommen. Betrieben werden die zwei Paare von Glasfaserkabeln von Spark New Zealand, Telstra und Vodafone Group, welche gleichzeilig auch die Besitzer sind.
Tasman Global Access kostete insgesamt etwa 70 Millionen US-Dollar und soll bis mindestens 2042 in Betrieb bleiben. Das etwa 2300 Kilometer lange Kabel besitzt einen geplanten Datendurchsatz von 20 Terabit pro Sekunde. Installiert wurde es vom Kabelverlegungsschiff Ile De Re der Firma Alcatel Submarine Networks. Es ermöglicht die Übertragung von High-Speed-Internet und Fernsehsendungen. Landungspunkte bestehen in:
1. Narrabeen, New South Wales,  Australien
2. Raglan,  Neuseeland